# 北里奇 (紐約州)
北里奇（英語：North Ridge）是位於美國紐約州尼亞加拉縣的非建制地區。

## 歷史
北里奇的郵局於1851年設立，其後於1895年停運。

## 地理
北里奇所處的海拔為高於海平面115米（即377英呎），而該地所採用的時區為UTC-5，即北美东部时区（EST）。同時該地設有夏令時間，為UTC-5調快一小時，即UTC-4（EDT）。